# Elgin (Nebraska)
Elgin es una ciudad ubicada en el condado de Antelope, Nebraska, Estados Unidos. Según el censo de 2020, tiene una población de 717 habitantes.

## Geografía
La localidad está ubicada en las coordenadas 41°58′59″N 98°4′58″O / 41.98306, -98.08278 (41.983115, -98.082773). Según la Oficina del Censo de los Estados Unidos, tiene una superficie total de 1.89 km², correspondientes en su totalidad a tierra firme.

## Demografía
Según el censo de 2020, hay 717 personas residiendo en Elgin. La densidad de población es de 379.37 hab./km². El 98.2% son blancos, el 0.1% es amerindio, el 0.4% son asiáticos, el 1.3% son de otras razas y el 2% son de dos o más razas. Del total de la población, el 1.7% son hispanos o latinos de cualquier raza.